# Alex Balga
Alex Balga (* 8. Mai 1974) ist ein österreichischer Theaterregisseur. Bekannt wurde er durch seine Inszenierungen am Capitol Theater in Düsseldorf.

## Leben
Alex Balga studierte Schauspiel, Gesang und Tanz in Wien. Dabei besuchte er 1992/93 das Konservatorium der Stadt Wien und 1992–1994 das Tanz-Gesang-Studio des Theaters an der Wien. 1994–1996 genoss er die Ausbildung an den Performing Arts Studios Vienna, die er mit Bühnenreifeprüfung abschloss. Bevor er 1996 seine Ausbildung absolvierte, inszenierte er in The Rocky Horror Show. Es folgten Engagements bei Joseph, Blondel, Grease (Raimundtheater Wien, Capitol Theater Düsseldorf, Theater des Westens Berlin) und Les Misérables (Stella Musical Theater Duisburg).
In Düsseldorf brachte er 1997 Godspell auf die Bühne des Capitol Theaters. Zwei Jahre später führte er dort Regie bei der Neuinszenierung von Cabaret in der Anna Montanaro die Rolle der Sally Bowles spielte. Für die Welturaufführung von Miami Nights im Capitol Theater lieferte Balga die Idee, beteiligte sich als Co-Autor und führte auch Regie. Die Show ging danach 2004 für ein Gastspiel nach Wien und 2007 auf Europa-Tournee. Für seine Darbietung von Saturday Night Fever (Choreographie: Arlene Phillips), die von 2004 bis 2006 auf Europa-Tournee war, wurde er in München von der Abendzeitung mit dem „Stern des Jahres“ und von der tz mit der „tz-Rose“ ausgezeichnet. 2006 inszenierte Alex Balga Fame für das Musiktheater Saar und führte später Regie bei der Uraufführung von C’est La Vie (Sommerfestspiele Stockerau).
Als Künstlerischer Leiter war Alex Balga für die Deutschlandpremiere von Monty Python’s Spamalot im Musical Dome Köln verantwortlich. 2004 und 2010 inszenierte er die Dinnershow Tonight, 2008 und 2009 die Dinnershows Last Christmas und That’s Life!. Das Dinner dazu kreierte Alfons Schuhbeck. Im Oktober 2010 zog es Alex Balga wieder für ein kurzes Gastspiel nach Wien, wo er bei der Musical-Konzertgala Frank Wildhorn & Friends mit Linda Eder, Pia Douwes und Thomas Borchert im Raimundtheater Regie führte. Für die Gastspielreihe von Cats, die seit Dezember 2010 in mehreren deutschen Städten gastiert, war er als Casting Director für die Auswahl der Künstler zuständig. In seiner Funktion als Künstlerischer Leiter für die Unternehmensgruppe „Mehr! Entertainment“ kümmert er sich um die Entwicklung neuer Produktionen und Projekte.
2011 übernahm Balga die Inszenierung von Hair an den Vereinigten Bühnen Bozen und führte bei der Welturaufführung von Kein Pardon – Das Musical Regie.
Balga übernahm die Regie bei der Tournee von Dirty Dancing und arbeitete an dem satirischen Musical Made in Germany, das im Finale des Creators Wettbewerb 2015 im Schmidt Theater in Hamburg gezeigt wurde. Zur Weihnachtszeit 2015 inszenierte er das Musical Vom Geist der Weihnacht im Theaterzelt in Oberhausen. 2016 brachte er die Europäische Erstaufführung des Rockoratoriums Messiah Rocks (Musik: Jason Howland, Text: Dani Davis) erstmals szenisch auf die Bühne des Raimund Theaters in Wien und die deutschsprachige Erstaufführung des Broadwaymusicals 9 TO 5 im Zeltpalast Merzig. Danach war Alex Balga Künstlerischer Leiter bei Disneys Tarzan im Metronom Theater Oberhausen. 2018 und 2019 inszenierte er Jesus Christ Superstar in Concert im Ronacher und im Folgejahr im Raimund Theater in Wien. Beim Musical Sommer Amstetten führte bei den Musicals Hair, Rock of Ages und The Rocky Horror Show Regie.
Im September 2019 übernahm er die Intendanz des Musical Sommers Amstetten. Dort brachte seither unter andern die deutschsprachige Erstaufführung von On Your Feet und Jersey Boys auf die Bühne. Im Sommer 2025 wird das Musical Augustin mit der Musik von Wolfgang Ambros beim Musical Sommer Amstetten unter seiner Regie die Welturaufführung erleben. Im Oktober 2025 inszeniert Alex Balga die Uraufführung des Musicals Maria Theresia für die Vereinigen Bühnen Wien im Ronacher.

## Inszenierungen
- 1997: Godspell (Capitol Theater Düsseldorf)
- 1999: Cabaret (Capitol Theater Düsseldorf, Thalia Theater Hamburg)
- 2002: Miami Nights (Uraufführung, Düsseldorf)
- 2004: Saturday Night Fever (München, Basel, Düsseldorf)
- 2004: Tonight (Dinnershow, Capitol Theater Düsseldorf)
- 2005: Saturday Night Fever (Tournee)
- 2006: Fame (Zeltpalast Merzig)
- 2007: C'est La Vie (Uraufführung, Sommerfestspiele Stockerau)
- 2007: Miami Nights (Tournee)
- 2008: Last Christmas (Dinnershow, Capitol Theater Düsseldorf)
- 2009: That's Life! (Dinnershow, Capitol Theater Düsseldorf)
- 2010: Wildhorn & Friends (Raimund Theater Wien)
- 2011: Hair (Vereinigte Bühnen Bozen)
- 2011: Hape Kerkeling's Kein Pardon (Capitol Theater Düsseldorf)
- 2014: Dirty Dancing – Live on Tour (Co-Regie, Tournee)
- 2015: Made In Germany (Creators Wettbewerb, Schmidt Theater Hamburg)
- 2015: Vom Geist Der Weihnacht (Theaterzelt Oberhausen)
- 2016: Messiah Rocks (Europäische Erstaufführung, Raimund Theater Wien)
- 2016: 9 to 5 (DSE, Zeltpalast Merzig)
- 2016: Vom Geist der Weihnacht (Theater am Marientor, Duisburg und Sartory Säle, Köln)
- 2017: Hair (Musical Sommer Amstetten)
- 2018: Jesus Christ Superstar in Concert (Ronacher, Vereinigte Bühnen Wien)
- 2018: Dornröschen (UA, Grimm Festspiele Hanau)
- 2018: Rock of Ages (ÖEA, Musical Sommer Amstetten)
- 2017 & 2018: Dirty Dancing – Live on Tour
- 2019: Jesus Christ Superstar in Concert (Raimund Theater, Vereinigte Bühnen Wien)
- 2020: Dracula (Theater Ulm)
- 2021: On Your Feet (DE, Musical Sommer Amstetten)
- 2021: Eröffnungsgala Raimund Theater (Vereinigte Bühnen Wien)
- 2022: Grease (Musical Sommer Amstetten)
- 2022: Frank Wildhorn's Dracula (Deutsches Theater München)
- 2023: Jesus Christ Superstar in Concert (Raimund Theater Wien)
- 2023/24/25: Rock of Ages (Tour, Show Slot)
- 2023: Jersey Boys (DE, Musical Sommer Amstetten)
- 2024: We Will Rock You (Musical Sommer Amstetten)
- 2024: Die Schöne und das Biest (Jubiläums-Tour, Show Slot)

## Auszeichnungen
- 2002: Miami Nights – Bestes Rock/Pop – Musical, Die-Musicalkritik.de
- 2004: Saturday Night Fever – Münchner tz-Rose, Münchner Abendzeitung / Stern des Jahres
- 2011: Hape Kerkeling's Kein Pardon – Regenbogen Award / Bestes Musical